# Boerderij Strunk
Boerderij Strunk is een boerderij uit 1796 en is gelegen aan de Deventerstraat 64 in Raalte. De boerderij was tot 2025 eigendom van de gemeente Raalte, maar het beheer was sinds 1984 tot oktober 2019 aan de Stichting tot instandhouding Boerderij Strunk toevertrouwd. Zij exploiteerde er een oudheidkamer met een omvangrijke collectie Sallandse kostuums en gebruiksvoorwerpen en organiseerde er jaarlijks een Sallandse thuisslachtdag. Op de deel en in de schuur was plaats voor culturele activiteiten. Sinds 2014 hanteerde de stichting de naam Cultuurboerderij Strunk, om het culturele aspect van de boerderij te benadrukken. Sinds oktober 2019 voerde de gemeente zelf het beheer, om het gebouw en perceel in 2025 te verkopen. Sindsdien heeft de boerderij weer een woonbestemming Het bouwwerk is sinds 1971 opgenomen in het register van rijksmonumenten en is het einige rijksmonument in eigendom van de gemeente Raalte.

## Geschiedenis
De boerderij is in 1796 gesticht door Evert van den Berg en Hermina Hulst. Een steen met hun initialen is ingemetseld in de achtergevel. Evert was bakker van beroep, nog lang is er een bakoven in de boerderij aanwezig geweest. Onbekend is wie de bouwer was.
De laatste bewoners waren Egbert Jan Strunk (1878-1968) en Antonia Oosterkamp (1891-1963). Hun huwelijk bleef kinderloos. Na het overlijden van de vrouw in 1963 verkocht Egbert de boerderij aan de gemeente ten behoeve van dorpsuitbreiding. Egbert Jan bleef op de boerderij wonen tot zijn overlijden in 1968. Op initiatief van het Raalter cultuur historisch genootschap werd de boerderij gerenoveerd. Hij is door de gemeente Raalte in 1984 aan de Stichting tot instandhouding Boerderij Strunk in beheer gegeven. 
Nadat de schuur was afgebrand is deze herbouwd in originele stijl. Naast de boerderij is een kokhuus gebouwd. In een kokhuus werd van oudsher in de zomer het eten bereid, zodat de keuken in de boerderij niet gebruikt hoefde te worden. Het gebouwtje herbergt momenteel de toiletten.

## Huidige functie
Het voorhuis was tot 2019 ingericht als oudheidkamer. Tot 2014 was de deel onderdak van dansgroep Sallandse Folklore. Nadat die werd opgeheven is ze de repetitieruimte geworden van Dansgroep Ralda, De heeren van Salland en Kwiek dance. De deel en de schuur werden ook gebruikt voor diverse activiteiten zoals koffieconcerten en de jaarlijkse Sallandse Slachtdag. Sinds 2019 stond het gebouw leeg vanwege renovatie en in afwachting van een nieuwe bestemming. In 2023 heeft de gemeente het gebouw te koop gezet en in 2025 is het verkocht. 

## Beschrijving
Het hoofdgebouw is een Oudsaksische boerderij met een riet gedekt wolfsdak. De boerderij heeft voorgevelvensters met roedenverdeling en luiken. Boven de voordeur bevindt zich een bovenlicht met levensboom. Het interieur van het voorhuis heeft de klassieke indeling van (woon-)keuken,  beste kamer en hal. Verder is er een kelder met daarboven een kleine opkamer. In de beste kamer bevinden zich twee bedsteden. In het voorhuis was voorheen de oudheidkamer ingericht.
Het achterste gedeelte van de boerderij bevat de deel met aan weerskanten hildes boven de voormalige potstallen. Centraal ligt de dorsvloer met baander. Verder is er een modern keukentje ingebouwd in de voormalige melkkamer en er is een opgang naar de zolder. Die herbergde jarenlang een tentoonstellingsruimte en ook is er plek voor opslag en de cv-installatie.
Het kokhuus met schouw staat naast de boerderij en erachter bevindt zich de schuur die werd gebruikt voor opslag en voor activiteiten. Achter op het erf staat verder een oude wilg, terwijl voor de boerderij een zon- regen- en windwering in de vorm van vier leilindes in geplant.

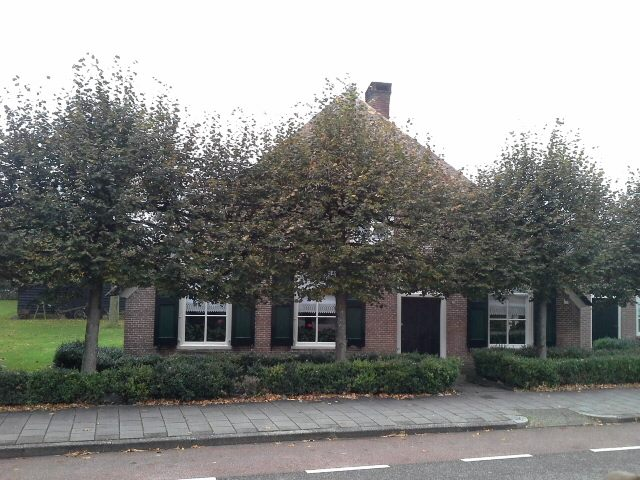
Boerderij Strunk vanaf de Deventerstraat
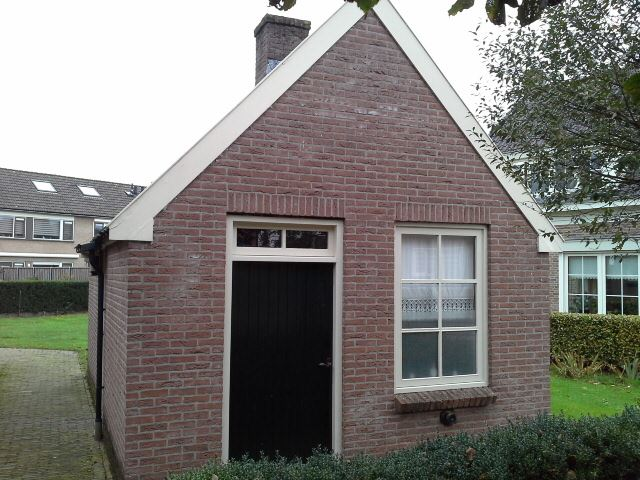
Het kokhuus
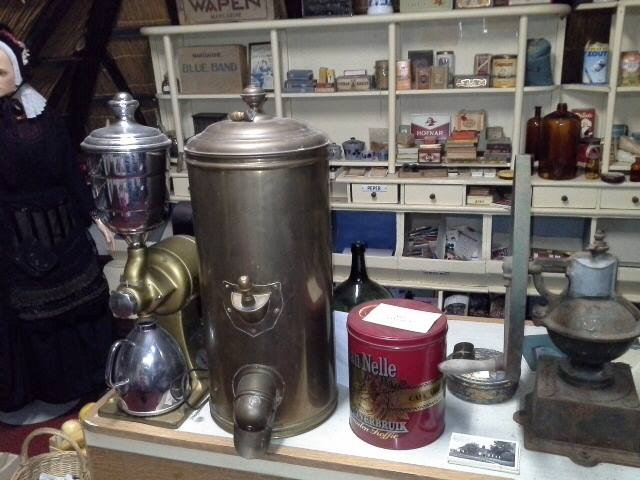
"Winkel van Sinkel" op de zolder
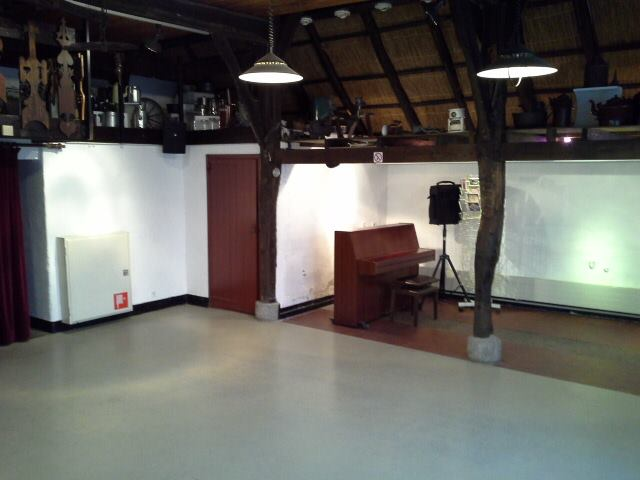
De deel
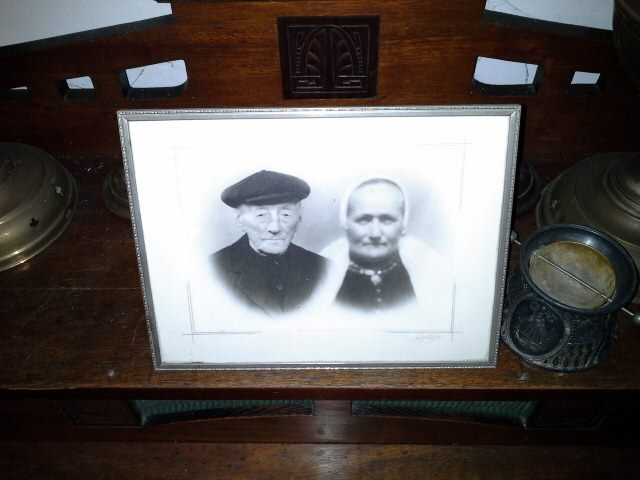
De laatste bewoners van de boerderij